# RT Carinae
RT Carinae (RT Car) es una estrella variable en la constelación de Carina, la quilla del Navío Argos.
De magnitud aparente media +8,55, la medida de la paralaje realizada por el satélite Hipparcos lleva asociado un error de casi el 50%.
Sin embargo, su pertenencia al cúmulo estelar Carinae OB1-E —al igual que BO Carinae e IX Carinae—, permite estimar su distancia al sistema solar en 2500 pársecs (8200 años luz).
RT Carinae es una supergigante roja de tipo espectral M2I con una temperatura efectiva de 3625 K.
Tiene un tamaño colosal, siendo su radio 1090 veces más grande que el del Sol, lo que equivale a 5,1 UA; si estuviese en el centro de nuestro sistema solar, su superficie se extendería prácticamente hasta la órbita de Júpiter.
Su luminosidad se estima entre 180.000 y 220.000 veces superior a la del Sol.
Como otras estrellas de sus características, pierde masa en forma de polvo a razón de 4,3 × 10-9 masas solares por año.
Catalogada como una variable irregular LC —cuyo prototipo es TZ Cassiopeiae—, el brillo de RT Carinae fluctúa entre magnitud +8,20 y +9,90.
Recientemente se han detectado dos posibles períodos de oscilación, uno de 448 ± 146 días, y otro de 201 ± 25 días.